# Pietro Amat di San Filippo
Pietro Amat di San Filippo (Cagliari, 22 ottobre 1826 – Roma, 15 febbraio 1895) è stato un geografo, storico e bibliografo italiano.

## Biografia

### La famiglia
Nacque da una nobile famiglia sarda di origine catalana. Era il quarto di quindici fratelli tra germani e consanguinei, figlio di Giuseppe che aveva svolto la carriera militare in Sardegna giungendo a comandare quella piazza; suoi zii erano Vincenzo, l'ultimo feudatario della famiglia e figura di spicco nelle istituzioni del tempo, Francesco, collare dell'Annunziata, e Luigi, cardinale, politico e diplomatico.
Sposò Donna Angela Musio, figlia di un magistrato e senatore nobilitato per i suoi meriti personali, della quale era cognato, ed ebbe sette figli, fra cui Luigi che ne curò le pubblicazioni postume.

### La carriera
Studiò presso il collegio dei Barnabiti a Bologna, quindi intraprese nel 1851 la carriera diplomatica: fu segretario di legazione presso la Santa Sede, ma dopo due anni abbandonò la carriera, probabilmente a causa della politica anticlericale del governo sabaudo. Fu quindi impiegato all'archivio di Stato di Cagliari, dove rimase un ventennio, approfondendo gli studi che lo portarono a pubblicare varie opere. Quando il parlamento istituì una commissione d'inchiesta sulla questione sarda egli ne fu il segretario nel corso della sua missione nell'isola; in tale veste ebbe modo di farsi apprezzare dal presidente della commissione onorevole Quintino Sella, che, divenuto ministro delle finanze, lo volle con sé al ministero. Così l'Amat si trasferì a Roma, dove entrò in contatto con gli ambienti della Società geografica italiana e indirizzò i suoi studi nel campo della geografia e della bibliografia geografica. Concluse la carriera come segretario amministrativo del ministero delle finanze il 31 dicembre 1892.

## Opere[11][12]

### Opere sulla Sardegna
- Del commercio e della navigazione dell'isola di Sardegna nei secoli XIV e XV: con alcuni documenti inediti o rari (1865)
- Delle colonie in Sardegna specialmente di quelle stabilite sotto il governo sabaudo (1738-1824) e della convenienza di promuovere la colonizzazione come principale strumento del rifioririmento economico dell'isola (1867)
- Annuario statistico e calendario generale dell'isola di Sardegna per l'anno 1868 (1868, curatore)
- Della schiavitù e del servaggio in Sardegna (1894, estratto da "Miscellanea di storia italiana")
- Indagini e studi sulla storia economica della Sardegna (1902, postuma)

### Opere di storia della geografia e della cartografia
- Del planisferio di Bartolomeo Pareto del 1455 e di altre quattro carte nautiche ritrovate testé nella biblioteca Vittorio Emanuele di Roma (1878, estratto da "Memorie della Società geografica")
- Planisfero, disegnato nel 1436 dal veneziano Bianco che si conserva nella Marciana di Venezia: nota illustrativa (1879, estratto dalla "Rivista marittima")
- Delle navigazioni e scoperte marittime degl'italiani nell'Africa occidentale lungo i secoli XIII, XIV e XV (1880, estratto dal "Bollettino della Società geografica italiana")
- Mappamondi, carte nautiche, portolani ed altri monumenti cartografici specialmente italiani dei secoli XIII-XVII (1882, con Gustavo Uzielli: seconda parte degli Studi biografici e bibliografici sulla storia della geografia in Italia, pubblicati in occasione del terzo Congresso geografico internazionale della Società geografica italiana)
- Due lettere inedite di venturieri italiani in America (1534) (1885, estratto dal "Bollettino della Società geografica italiana")
- Delle relazioni antiche e moderne fra l'Italia e l'India (1886, premiata dall'Accademia dei Lincei)
- Recenti ritrovamenti di carte nautiche in Parigi, in Londra ed in Firenze (1888)
- I veri scopritori delle isole Azore (1892, estratto dal "Bollettino della Società geografica italiana")

### Opere bibliografiche
- Bibliografia dei viaggiatori italiani ordinata cronologicamente ed illustrata (1874)
- Appendice agli studi biografici e bibliografici sulla storia della geografia in Italia (1882: terza ed ultima parte degli Studi biografici e bibliografici sulla storia della geografia in Italia, pubblicati in occasione del terzo Congresso geografico internazionale della Società geografica italiana, già pubblicata in occasione del primo congresso)
- Biografia dei viaggiatori italiani colla bibliografia delle loro opere (1882: prima parte degli Studi biografici e bibliografici sulla storia della geografia in Italia, pubblicati in occasione del terzo Congresso geografico internazionale della Società geografica italiana)
- Gli illustri viaggiatori italiani: con una antologia dei loro scritti (1885)
- Bibliografia degli scritti italiani o stampati in Italia sopra Cristoforo Colombo, la scoperta del Nuovo Mondo e i viaggi degli italiani in America (1893, collaborazione con Giuseppe Fumagalli: volume sesto della Raccolta di documenti e studi pubblicati dalla R. Commissione Colombiana pel quarto centenario dalla scoperta dell'America)

### Traduzioni
- Auguste Boullier, L'île de Sardaigne. Dialecte et chants populaires, Paris 1865, col titolo Il dialetto e i canti popolari della Sardegna per Augusto Boullier, Cagliari, 1866

## Valore culturale della sua opera
Pietro Amat ha dato importanti contributi allo studio della Sardegna, per lo studio della cui storia è stato il primo a sottolineare la necessità di ricerche negli archivi iberici; nel campo della storia della geografia e della cartografia ha pubblicato cimeli inediti e studi originali, in particolare è stato il primo biografo di Ludovico de Varthema; a livello bibliografico ha espresso studi completi e dettagliati sulla geografia e sui geografi italiani.
In generale, è stato in contatto con l'ambiente culturale a lui contemporaneo e la sua importanza è nel seguire, tra i primi, un metodo scientifico basando i propri studi sui documenti originali, spesso inediti.